# 纪侯 (春秋)
纪侯，春秋时期纪国君主。
前706年四月，鲁桓公和纪侯在成地相会，纪侯向鲁国商谈如何对付齐国灭纪的企图。冬，纪侯又来朝见鲁桓公，请求鲁国代纪国取得周天子的命令去向齐国求和。鲁桓公说自己做不到。前704年，祭公至鲁国，然后到纪国迎接王后紀季姜。前703年春，紀季姜出嫁到京师。前699年秋，二月，宋国多次向郑国索取财货，郑国实在不能忍受，所以率领纪、鲁两国的军队，齐、宋、卫、燕四国的军队交战。齐、宋、卫、燕四国战败。前695年正月，为了促成齐、纪的和议，同时商量对付卫国，鲁桓公和齐襄公、纪侯在黄地结盟。前693年，齊滅紀之戰，齐师迁紀国之鄑（今山东省寿光市东南）、郱（在今昌邑西北）、郚（在今临朐县东南）三邑之民而取其地。前691年，秋，纪季把酅地割让给齐国，纪国从这时候开始分裂。冬，鲁庄公率军屯驻在滑地多夜，打算会见郑伯，策划纪国的事务。郑伯用郑国国内不安定为理由加以推脱。前690年三月，纪伯姬卒。六月，齐襄公葬纪伯姬。纪侯不能屈从齐国，把国家政权让给了纪季。夏，纪侯离开了纪国，以避免齐国对他所加的祸害。